# Astryld czarnorzytny
Astryld czarnorzytny (Estrilda troglodytes) – gatunek małego ptaka z rodziny astryldowatych (Estrildidae), zamieszkujący środkową i zachodnią Afrykę. Introdukowany na Karaibach, Hawajach, w Japonii i Hiszpanii. Gatunek monotypowy.

## Morfologia
Długość ciała około 10 cm, masa ciała 6,9–8,2 g. U tego gatunku nie występuje dymorfizm płciowy. Posiada gruby, czerwony dziób oraz ciemnoszare ciemię i czoło. Przez pokrywy uszne, aż na kark biegnie ciemnoczerwony pasek. Podbródek gardło i boki głowy są białe. Pierś oraz brzuch mają kolor łososiowy. Podbrzusze, kuper i pokrywy podogonowe białe. Sterówki czarne, dosyć długie i zaostrzone. Nogi krótkie, różowe. Skrzydła o kolorze szarym. Młode podobne do osobników dorosłych, lecz nie mają czerwonego paska na głowie i posiadają czarny dziób.

## Występowanie
Astryld czarnorzytny występuje na terenach ciągnących się od Senegalu do Ugandy i Etiopii. Zamieszkuje sawanny, bagna, pola ryżowe oraz zarośla położone nad wodą. Żyje w parach.

## Lęgi
Samica składa od 2 do 7 małych, białych jaj. Inkubacja trwa 14 dni i wysiadują je oboje rodzice. Porost piór u piskląt trwa od 17 do 21 dni.

## Status
Międzynarodowa Unia Ochrony Przyrody (IUCN) uznaje astrylda czarnorzytnego za gatunek najmniejszej troski (LC, least concern) nieprzerwanie od 1988 roku. Trend liczebności populacji uznaje się za stabilny.

## Informacje dla hodowców
Jest to żywy i aktywny gatunek nadający się do dużych klatek oraz wolier. Przyjazny wobec innych astryldów. Samica wykorzystuje budkę lęgową lub buduje kuliste gniazdo w krzakach. Jesienią i zimą muszą być trzymane w temperaturze 25 stopni. Można mu podawać drobnoziarniste proso, kanar, murzynek, włośnicę ber, kiełki i nasiona traw oraz chwastów. Je także żwirek i żywy pokarm. W okresie lęgowym trzeba odizolować poszczególne pary od siebie.